# ستيفن هايتن
ستيفن هايتن (بالإنجليزية: Steven Heighton)‏‏ (14 أغسطس 1961 في تورونتو - 20 أبريل 2022)؛ روائي، وشاعر من كندا.